# 陈连就
陈连就（1921年11月—），男，广东台山人，中国工业发酵专家，曾任华南工学院教授、博士生导师，国务院学位委员会第二届学科评议组成员。